# Colle della Seigne
Il Colle della Seigne (in francese, Col de la Seigne) è un valico alpino del massiccio del Monte Bianco (Alpi Graie) che unisce la val Veny, valle laterale della Valle d'Aosta, con la valle des Chapieux, in Savoia.

## Caratteristiche

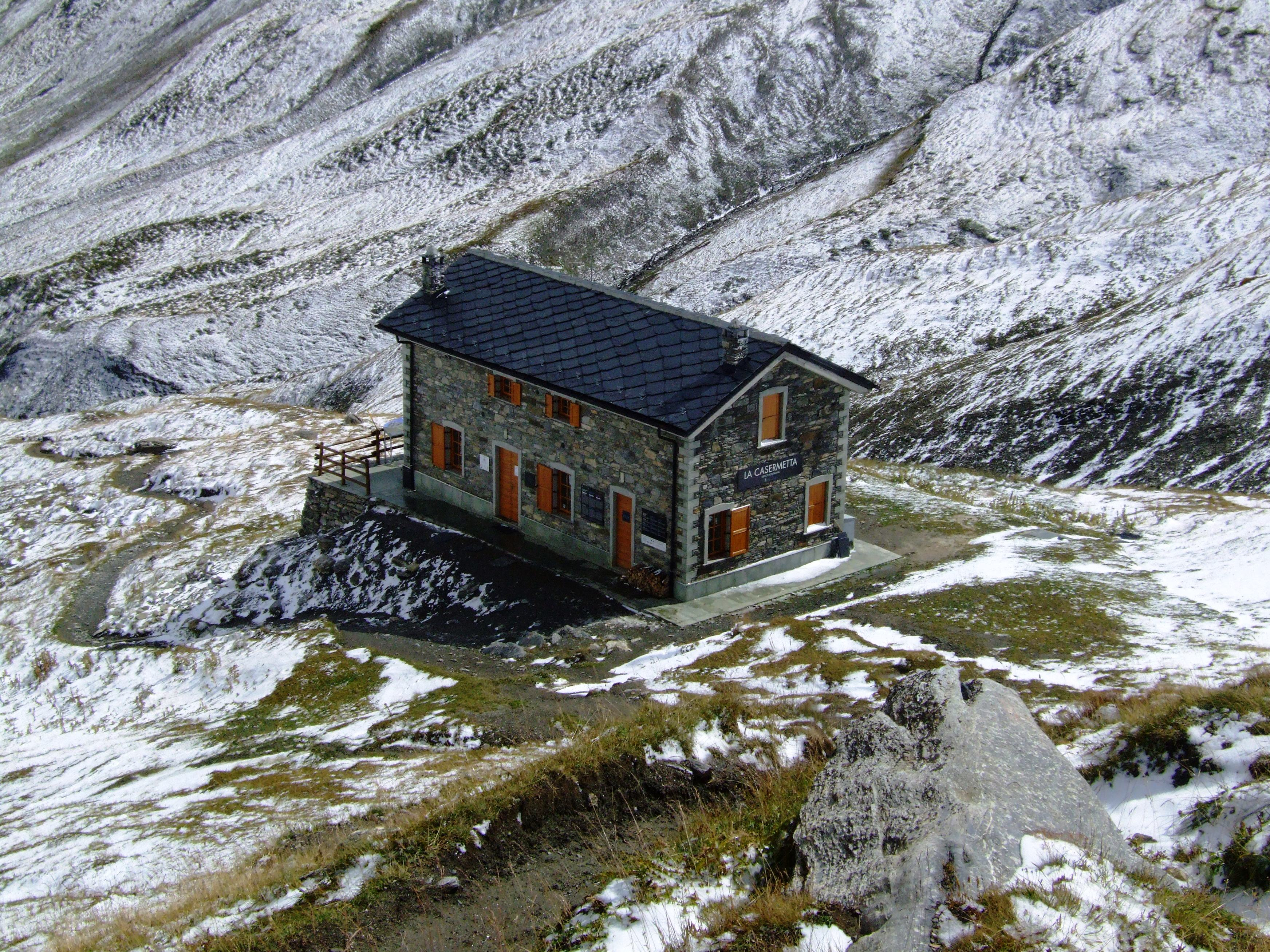
La Casermetta appena sotto il colle.

Il colle è raggiungibile per sentiero percorrendo tutta la val Veny e passando dal rifugio Elisabetta. Si trova lungo il Giro del Monte Bianco. Appena sotto il colle dal versante italiano si trova La Casermetta, centro di educazione ambientale.